# Kaszyno
Kaszyno – dawniej folwark i kolonia. Obecnie część Tokarzewszczyzny na Białorusi, w obwodzie mińskim, w rejonie mołodeckim, w sielsowiecie Olechnowicze.

## Historia
W czasach zaborów folwark i wieś w gminie Zasław, w powiecie mińskim, w guberni mińskiej Imperium Rosyjskiego.
W latach 1921–1945 kolonia (wcześniej wieś) i folwark leżały w Polsce, w województwie wileńskim, w powiecie stołpeckim, a od 1927 w powiecie mołodeckim, w gminie Raków.
Według Powszechnego Spisu Ludności z 1921 roku zamieszkiwało:
- kolonię – 43 osoby, wszystkie były wyznania prawosławnego i zadeklarowały polską przynależność narodową. Było tu 8 budynków mieszkalnych[4]. W 1931 w 8 domach zamieszkiwały 53 osoby[5].
- folwark – 13 osób, wszystkie były wyznania prawosławnego i zadeklarowały polską przynależność narodową. Był tu 1 budynek mieszkalny[4]. W 1931 w 4 domach zamieszkiwao 25 osób[5].

Wierni należeli do parafii rzymskokatolickiej i prawosławnej w Dubrowie. Miejscowość podlegała pod Sąd Grodzki w Rakowie i Okręgowy w Wilnie; właściwy urząd pocztowy mieścił się w Rakowie.